# April Kent
April Kent (* 2. April 1935 in Manhattan, New York; † 28. Dezember 1998 in Montreuil, Département Seine-Saint-Denis, Frankreich) war eine US-amerikanische Schauspielerin in Film und Fernsehen. Bekannt wurde sie durch Kinorollen wie in Rock 'n' Roll, Tammy oder Die unglaubliche Geschichte des Mister C..

## Leben und Karriere
April Rose Hyde Kent wurde 1935 als uneheliche Tochter von June Havoc und James Smyth, einem Marathon-Promoter in Manhattan geboren. Im Alter von 20 Jahren trat sie kurzzeitig in die Fußstapfen ihrer Mutter und wandte sie für einige Jahre der Schauspielerei zu.
Zwischen 1955 und 1958 hatte sie einige Auftritte in Film und Fernsehen. Ihr Debüt im Fernsehen gab sie 1955 in einer Episode der Fernsehserie Lux Video Theatre. Danach spielte sie mehrere Rollen in Kinoproduktionen, darunter 1956 in zwei Richard Bartlett Filmen, einmal in dem Fantasy-Drama I've Lived Before und in dem Musikfilm Rock 'n' Roll. 1957 sah man sie als Tina in der Liebeskomödie Tammy von Regisseur Joseph Pevney. Darüber hinaus spielte sie dann den Part der Clarice in Jack Arnolds Science Fiction-Klassiker Die unglaubliche Geschichte des Mister C. an der Seite von Grant Williams nach einer Geschichte von Richard Matheson. Ihren letzten Auftritt hatte sie 1958 in der Fernsehserie Men of Annapolis.
April Kent verstarb 1998 im Alter von 63 Jahren in Frankreich an den Folgen eines Herzinfarkts.

## Filmografie (Auswahl)
- 1955: Lux Video Theatre (Fernsehserie, 1 Episode)
- 1956: I've Lived Before
- 1956: Rock 'n' Roll (Rock, Pretty Baby!)
- 1957: Tammy (Tammy and the Bachelor)
- 1957: Die unglaubliche Geschichte des Mister C. (The Incredible Shrinking Man)
- 1958: Men of Annapolis (Fernsehserie, 1 Episode)